# Indisches Kurzschwert
Ein Indisches Kurzschwert  ist eine Waffe, die von Kriegerkasten in Indien benutzt wird.

## Beschreibung
Ein Indisches Kurzschwert hat eine zweischneidige, breite Klinge. Die Klinge hat keinen Hohlschliff und keinen Mittelgrat. Der Ort ist abgerundet. Kurz vor dem Heft ist eine Zwinge aus Messing auf der Klinge angebracht, die der besseren Befestigung von Klinge und Heft dient. Das Heft und das Parier bestehen aus Messing. Das Parier ist flach und oval gearbeitet. Über die Klingenangel ist eine Messinghülse gezogen, die als Griff dient. Der Knauf besteht aus mehreren gezahnten Messingplatten, die übereinander angebracht sind und so den Knauf formen. Das Abschlussstück des Knaufs ist angeschraubt. Ein Gegenstück ist das Indische Langschwert. Das Kurzschwert wird von Kriegerkasten in Indien benutzt.